# Deuel County (Nebraska)
Das Deuel County ist ein County im US-Bundesstaat Nebraska. Der Verwaltungssitz (County Seat) ist Chappell, das nach John Chappell benannt wurde, dem Präsidenten einer Eisenbahngesellschaft.

## Geographie
Das County liegt im Westen von Nebraska, grenzt im Süden an Colorado und hat eine Fläche von 1142 Quadratkilometern, wovon 2 Quadratkilometer Wasserfläche sind. Es grenzt an folgende Countys: 
|                 | Garden County              |                |
| Cheyenne County |                            | Keith County   |
|                 | Sedgwick County (Colorado) | Perkins County |

## Geschichte
Das Deuel County wurde 1889 aus ehemaligen Teilen des Cheyenne County gebildet. Benannt wurde es nach Harry Porter Deuel (1836–1914), einem Eisenbahnmanager aus Omaha.
Fünf Bauwerke und Stätten des Countys sind im National Register of Historic Places eingetragen (Stand 10. Februar 2018).

## Demografische Daten

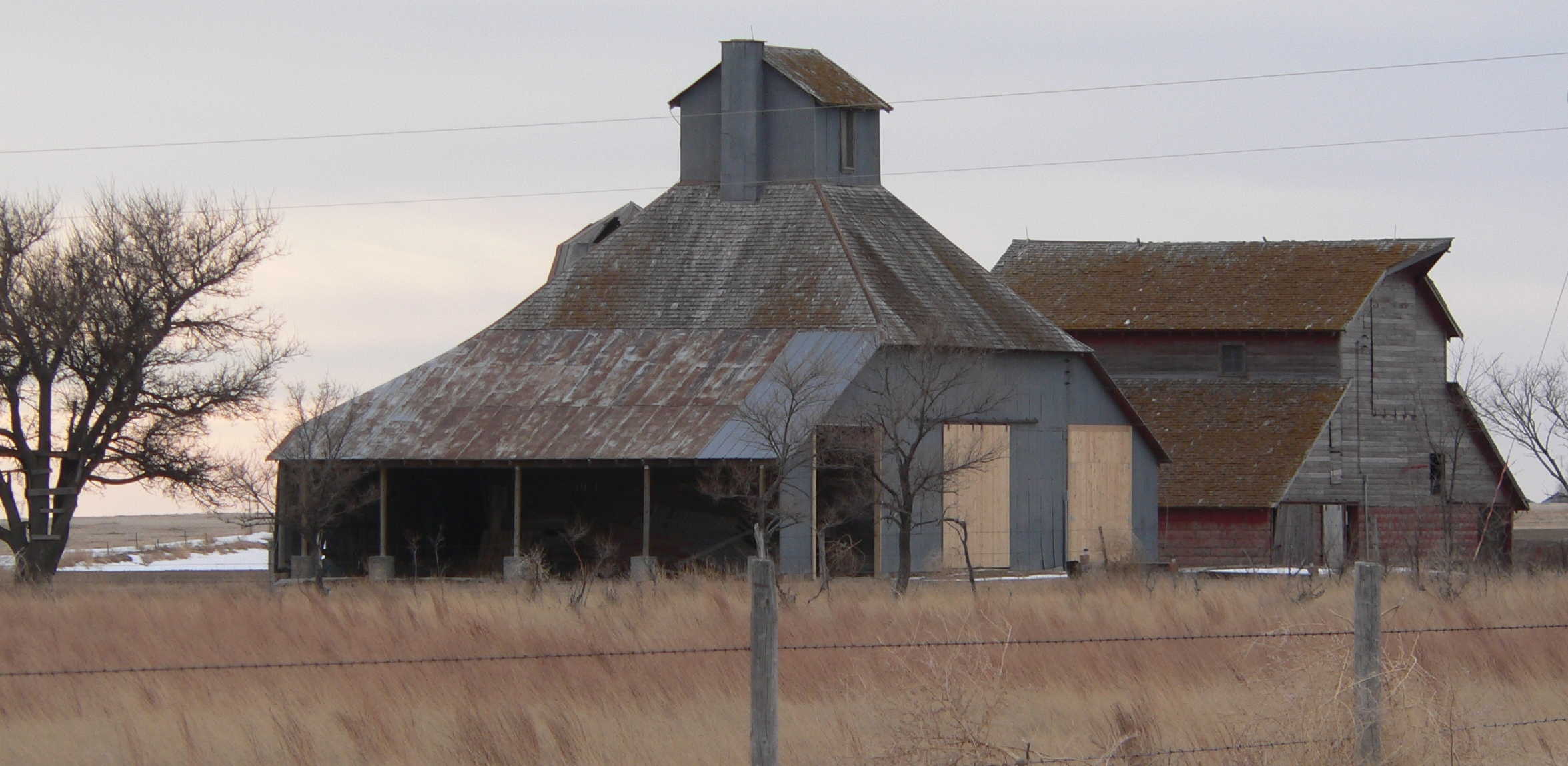
Menter Farmstead, gelistet im NRHP

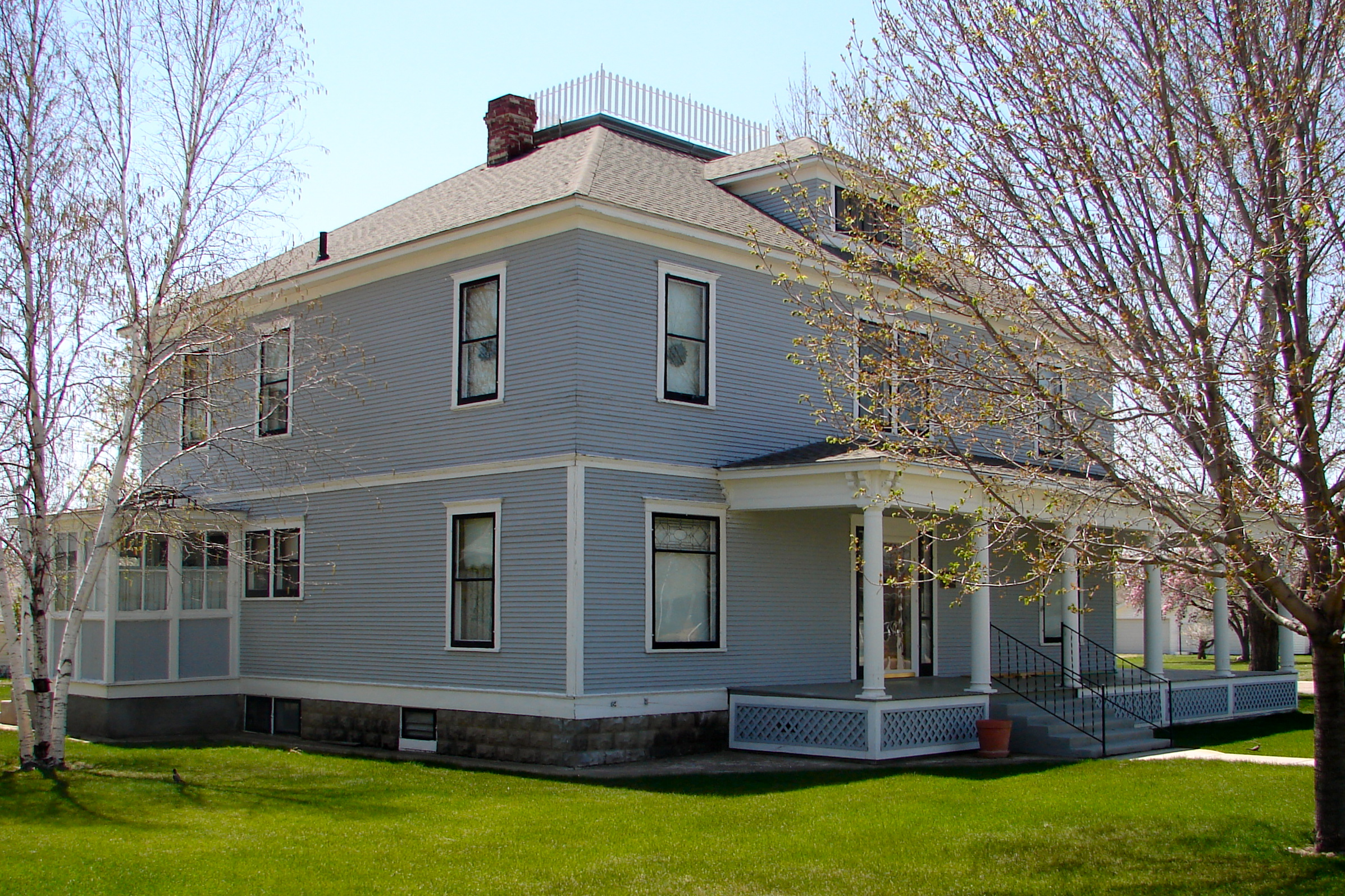
Fred and Minnie Meyer Sudman House, gelistet im NRHP

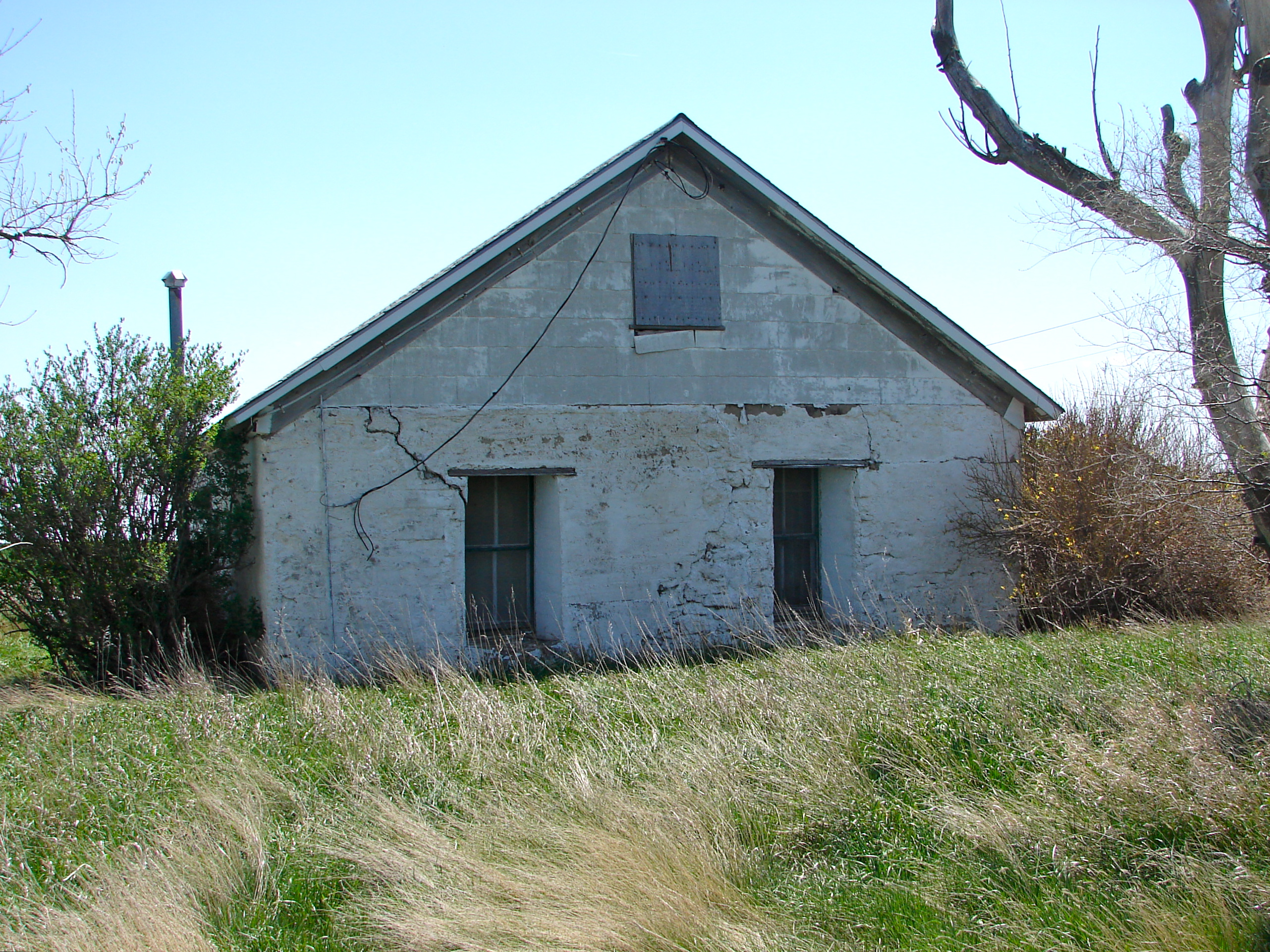
Wallace W. Waterman Sod House, gelistet im NRHP

Nach der Volkszählung im Jahr 2010 lebten im Deuel County 1941 Menschen in 925 Haushalten. Die Bevölkerungsdichte betrug 1,7 Einwohner pro Quadratkilometer. In den 925 Haushalten lebten statistisch je 2,14 Personen.
Ethnisch betrachtet setzte sich die Bevölkerung zusammen aus 97,0 Prozent Weißen, 0,1 Prozent Afroamerikanern, 0,5 Prozent amerikanischen Ureinwohnern, 0,3 Prozent Asiaten sowie aus anderen ethnischen Gruppen; 1,2 Prozent stammten von zwei oder mehr Ethnien ab. Unabhängig von der ethnischen Zugehörigkeit waren 3,9 Prozent der Bevölkerung spanischer oder lateinamerikanischer Abstammung.
21,0 Prozent der Bevölkerung waren unter 18 Jahre alt, 55,3 Prozent waren zwischen 18 und 64 und 23,7 Prozent waren 65 Jahre oder älter. 50,9 Prozent der Bevölkerung war weiblich.

Das jährliche Durchschnittseinkommen eines Haushalts lag bei 38.594 USD. Das Prokopfeinkommen betrug 22.191 USD. 12,5 Prozent der Einwohner lebten unterhalb der Armutsgrenze.

## Städte und Gemeinden
| City - Chappell | Village - Big Springs |